# درخت جعبه شنی

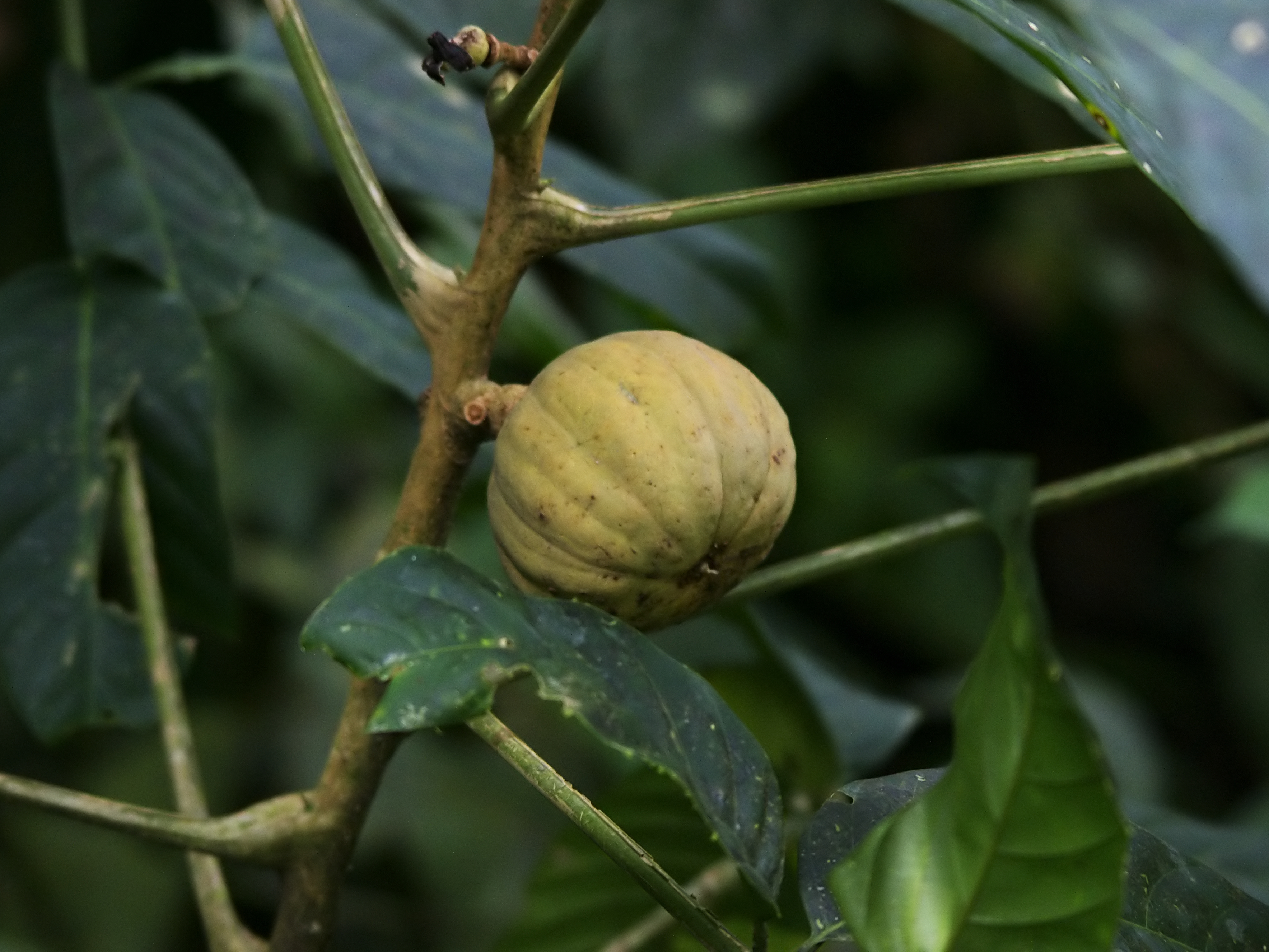
درخت جعبه شنی

درخت جعبه شنی (به انگلیسی: Hura crepitans)  که با نام پوسوموود (به انگلیسی: Possumwood) نیز شناخته می شود. درختی همیشه سبز از خانواده Euphorbiaceae، بومی مناطق گرمسیری آمریکای شمالی و جنوبی از جمله جنگل بارانی آمازون است.  همچنین در بخش هایی از تانزانیا وجود هم دارد که به عنوان یک گونه مهاجم در نظر گرفته می شود. از آنجا که میوه این درخت هنگام رسیدن منفجر می شود، به آن نام مستعار محاوره ای درخت دینامیت داده اند.

## نگارخانه

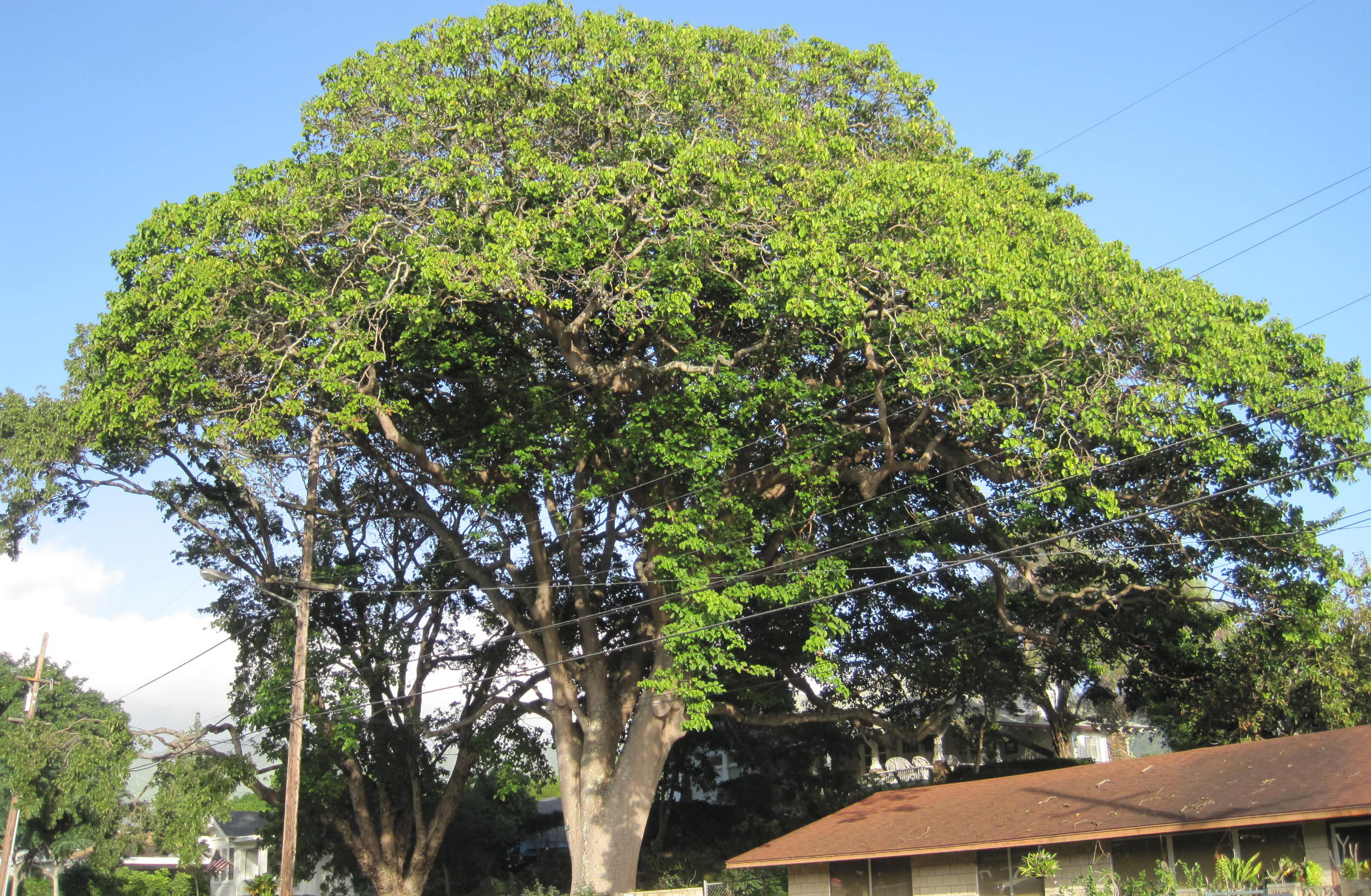
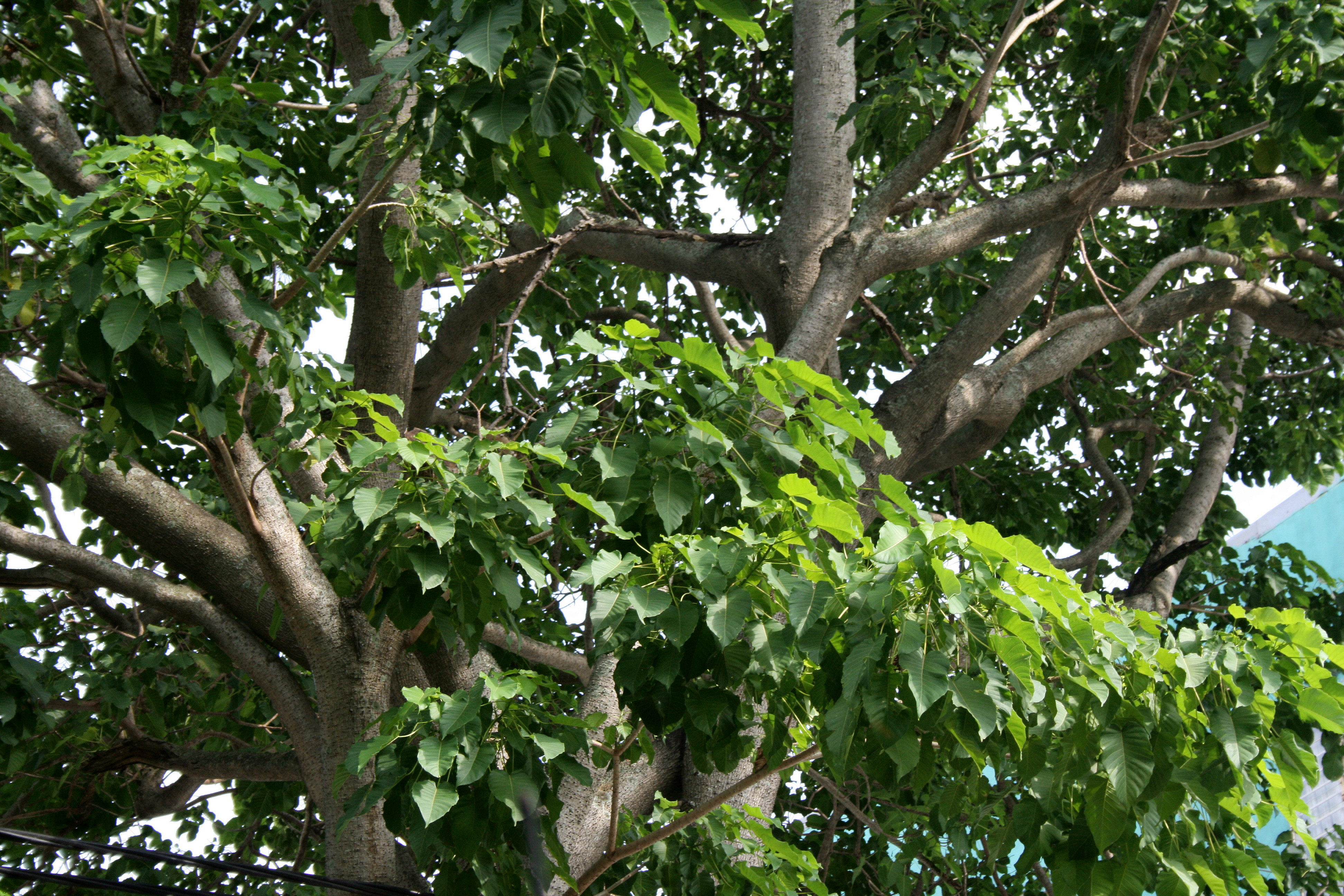
U.]]
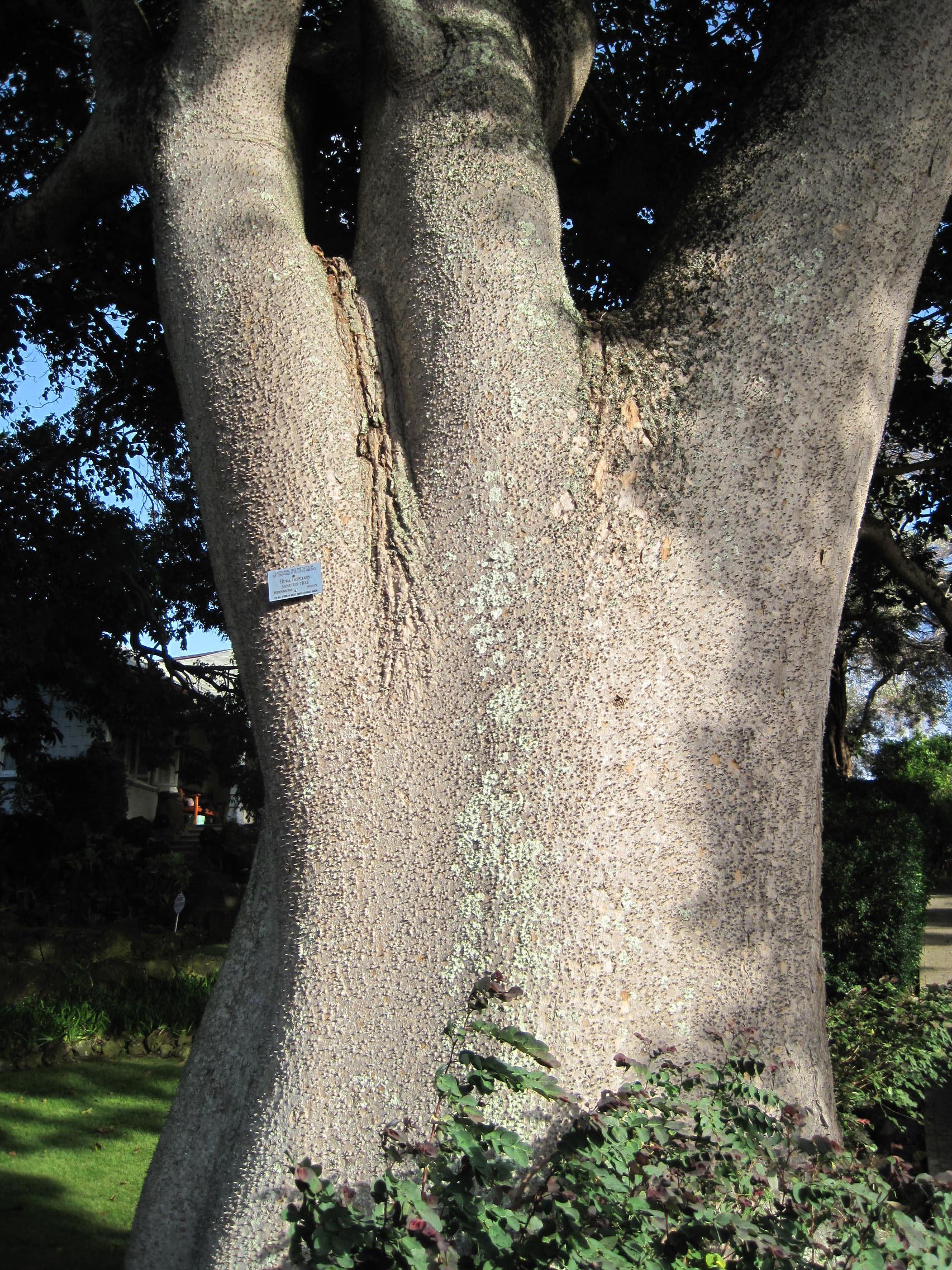
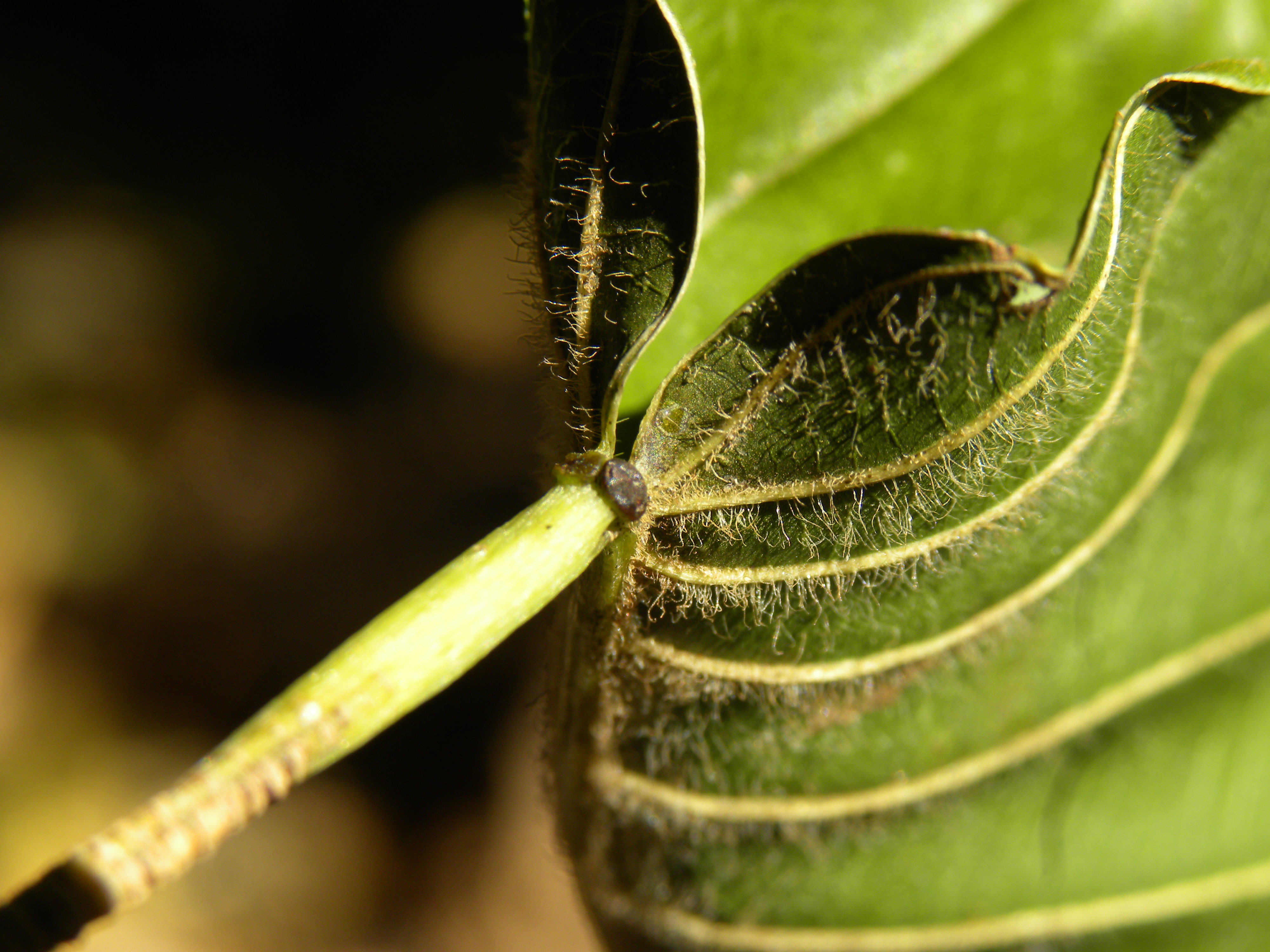
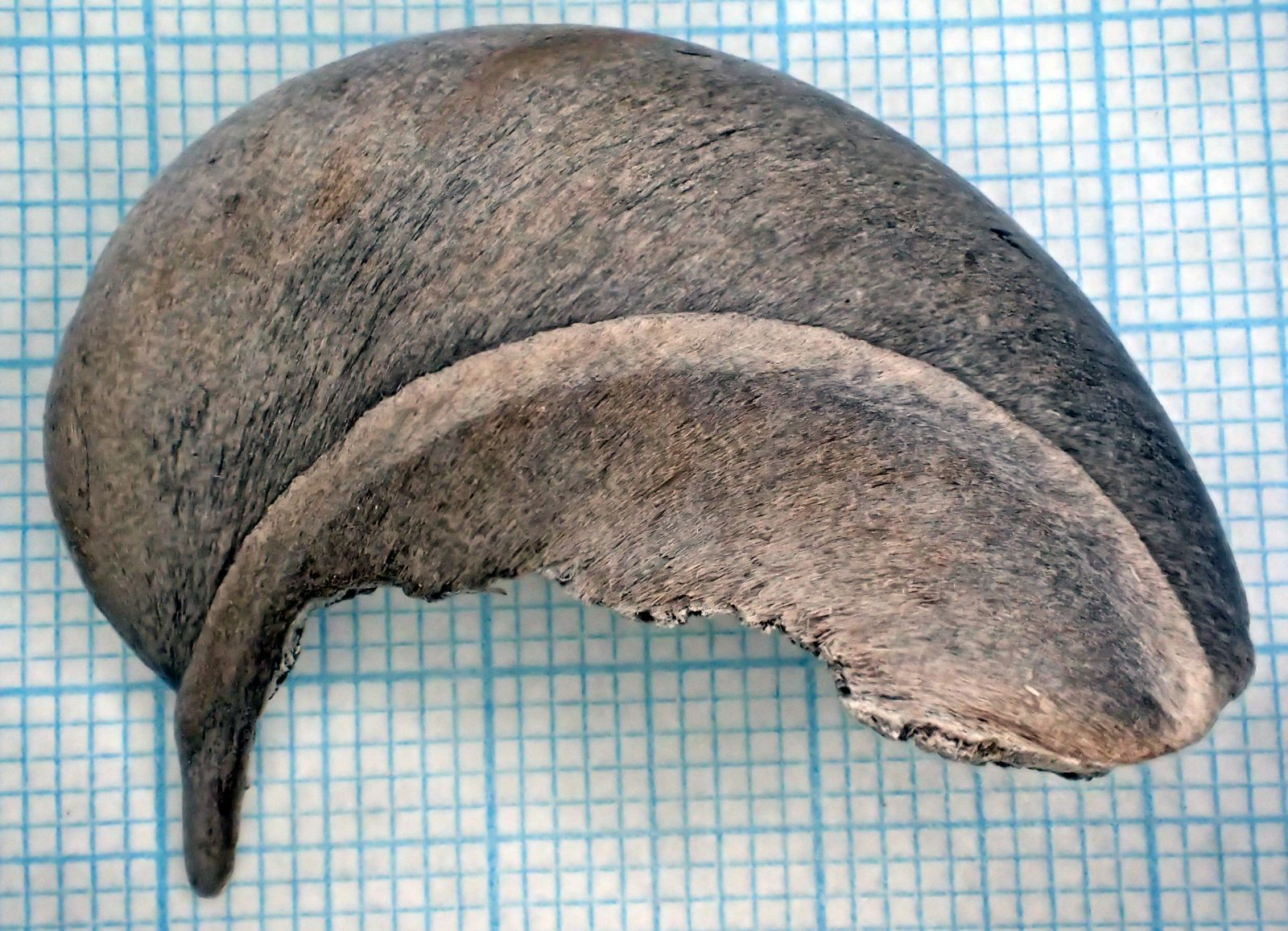
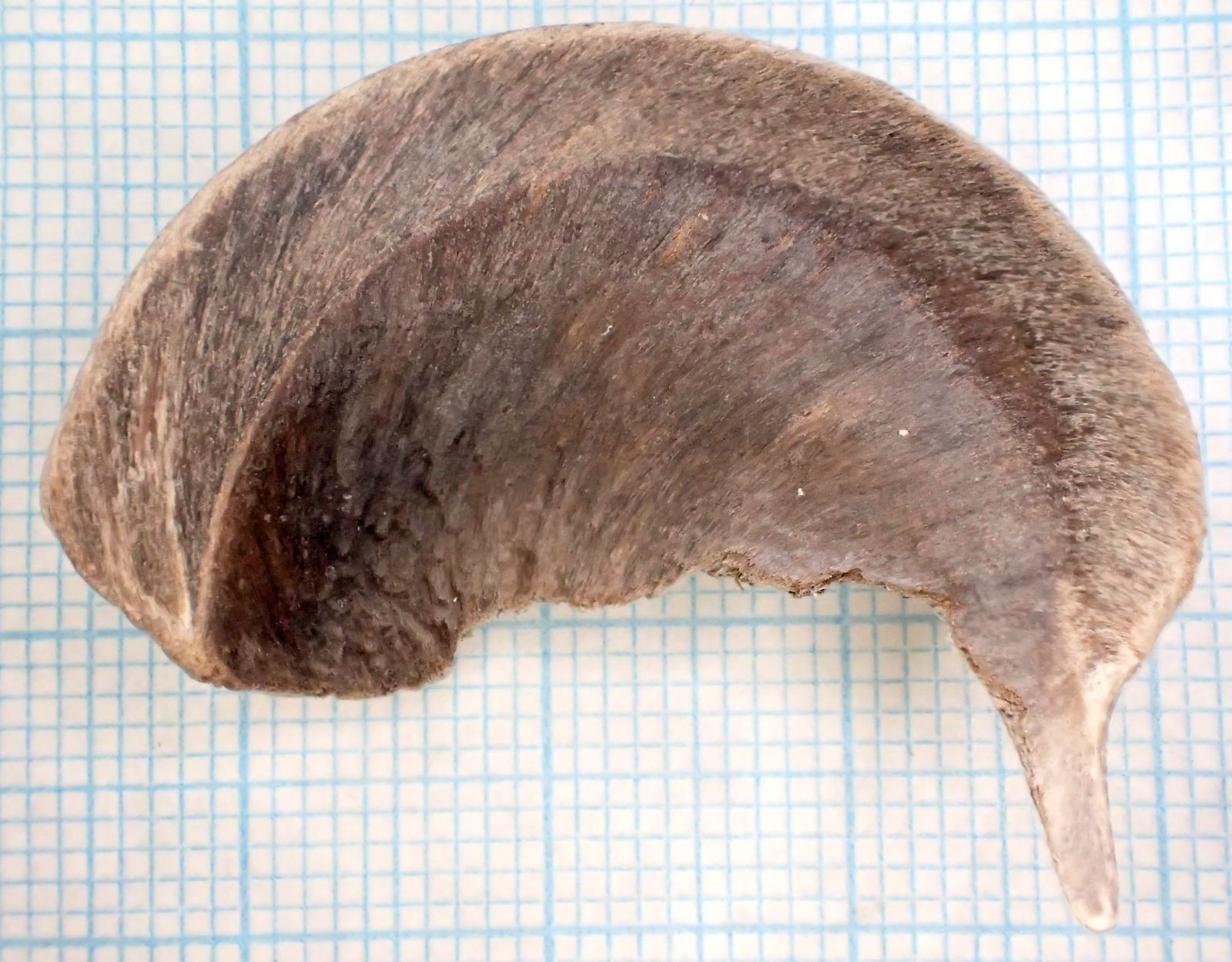

- U.